# Коллоредо, Леандро
Леандро Коллоредо (итал. Leandro Colloredo; 9 октября 1639, Коллоредо-ди-Монте-Альбано, Венецианская республика — 11 января 1709, Рим, Папская область) — итальянский куриальный кардинал, ораторианец. Великий пенитенциарий с 28 февраля 1688 по 11 января 1709. Камерленго Священной Коллегии кардиналов со 2 января 1696 по 14 января 1697. Кардинал-священник со 2 сентября 1686, с  титулом церкви Сан-Пьетро-ин-Монторио с 30 сентября 1686 по 7 ноября 1689. Кардинал-священник с титулом церкви Санти-Нерео-эд-Акиллео с 7 ноября 1689 по 27 апреля 1705. Кардинал-священник с титулом церкви Санта-Мария-ин-Трастевере с 27 апреля 1705 по 11 января 1709.